# Selenodonte
Em zoologia, chamam-se selenodontes aos mamíferos que têm dentes molares com cristas alongadas de esmalte em posição longitudinal (paralela à margem da língua), chamadas lofos entre as cúspides da coroa, uma aquisição evolutiva que lhes permite aumentar a capacidade de desfazer fibras duras. Muitos herbívoros como, por exemplo, o boi e os outros artiodátilos são selenodontes, em oposição aos perissodátilos, que desenvolveram lofos em posição transversal e são chamados lofodontes.
Os animais que não têm este desenvolvimento extra da coroa dentária, como o homem, o porco e outros omnívoros, são chamados bunodontes.
Como os dentes são estruturas que se conservam facilmente, as suas características são muito importantes para identificar fósseis, em paleontologia e arqueologia. Os diferentes tipos de dentes dão igualmente informação sobre a filogenia das espécies.